# 坑口街道
坑口街道，是中华人民共和国广东省肇庆市鼎湖区下辖的一个乡镇级行政单位。

## 行政区划
坑口街道下辖以下地区：
万福社区、苏村社区、蕉园社区、迪村社区、罗隐社区和后沥社区。